# Roulette Intermedium

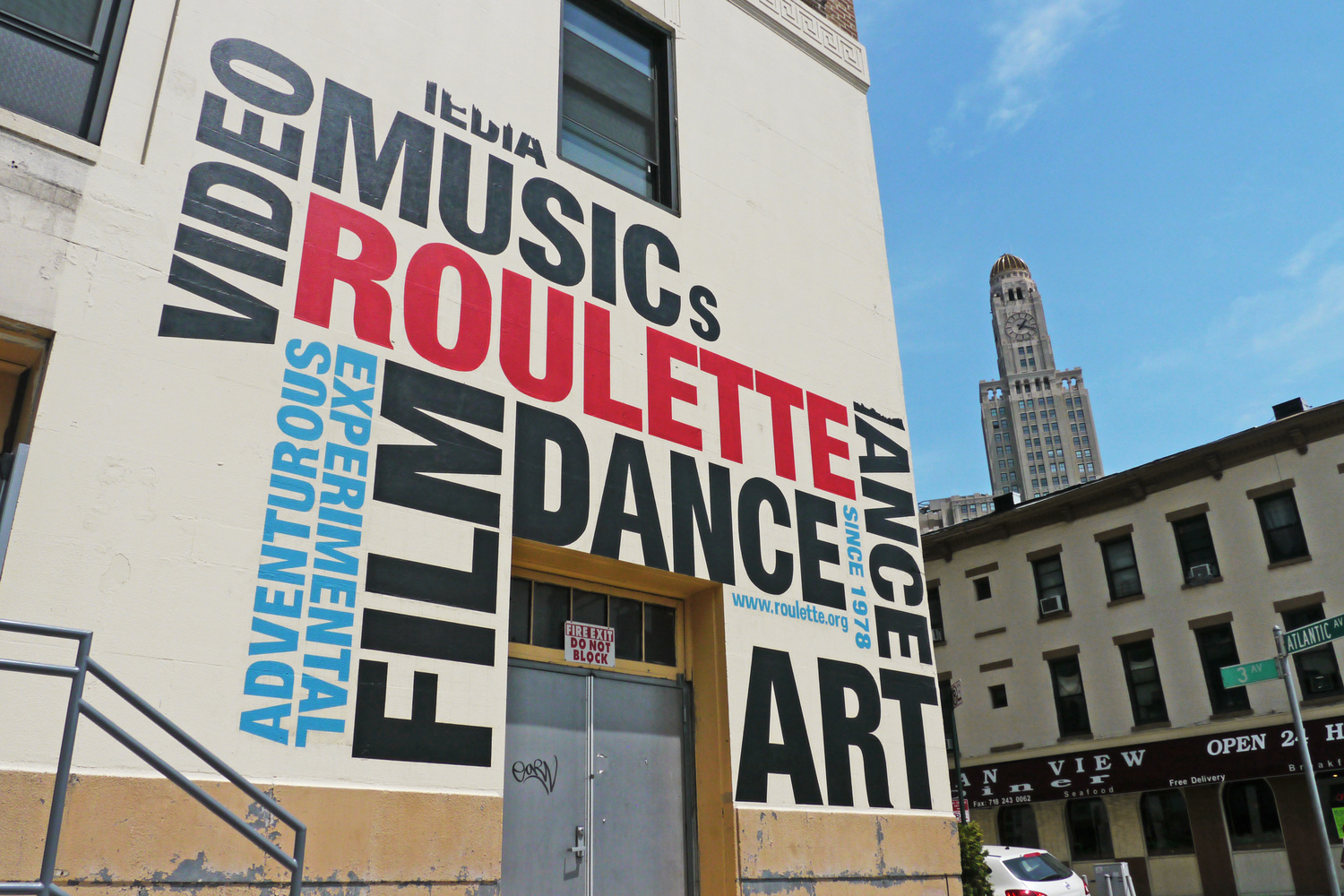
Roulette (2010)

Roulette Intermedium ist eine seit 1978 bestehende Organisation, Veranstaltungsserie und auch eine Veranstaltungsstätte für Jazz, experimentelle Musik, Tanz und Film in New York City.

## Geschichte
Im Jahr 1978 wurde von Jim Staley, Dan Senn und David Weinstein Roulette Intermedium, Inc. als Non-Profit-Unternehmen gegründet. Im Herbst 1980 begann man in Staleys Loft im Tribeca-Viertel von Lower Manhattan (228 West Broadway) eine Konzertreihe zu veranstalten, aus der sich schließlich Roulette Concert Series of Adventurous Music and Intermedia Events entwickelte; dort trat u. a. 1982 Derek Bailey auf. Ende der 1980er Jahre erfolgte daneben die Gründung des unabhängigen Labels Einstein Records.
Zum zwanzigsten Jubiläum fand ein Benefizkonzert im Lincoln Center statt, bei dem auch Steve Reich auftrat. 2000 wurde der Fernsehsender Roulette TV Series geschaffen, in Zusammenarbeit mit der Downtown Community Television. Nach dem Ausscheiden Weinsteins 2006 teilte sich das Roulette die Räumlichkeiten mit einer Galerie in einem Ladenlokal Location One in SoHo, bevor Staley und Roulette Intermedium 2010 einen 20-Jahres-Vertrag zur Nutzung eines ehemaligen Theaters des YWCA mit 600 Sitzen in Brooklyn unterzeichneten, das sich in 509 Atlantic Avenue (Nähe Third Avenue) im Viertel Boerum Hill befindet. Beim Eröffnungskonzert im September 2011 spielten u. a. Sylvie Courvoisier/Mark Feldman, Marc Ribot, Fred Frith, Laurie Anderson, Lou Reed und John Zorn 2012 fand das Vision Festival im Roulette statt, mit Auftritten u. a. von Paul Dunmall und Mark Dresser.
Roulette hat seit 1978 mehr als 1000 Konzerte veranstaltet. Seit seinem Bestehen erschienen auch eine Reihe von Livemitschnitten aus dem Roulette als Tonträger, u. a. von Anthony Braxton, Anthony Coleman, Jerome Cooper, Shelley Hirsch, Earl Howard, Andy Laster, Jim O’Rourke, Evan Parker, William Parker, Matthew Shipp und Jim Staley.

## Diskografische Hinweise
- Anthony Coleman – Selfhaters (Tzadik, 1996)
- Andy Laster  – Riptide (Tzadik, 2000)
- Matthew Shipp Trio – Prism (hatOLOGY, 2000)
- Jerome Cooper – In Concert: From There to Hear (Mutable Music, 2001)
- Jim O’Rourke – Mizu No Nai Umi (Headz, 2005)
- Joe McPhee – Roulette at Location One (2005)
- Evan Parker / Ned Rothenberg – Live at Roulette (Animul Records, 2007)
- Kirk Knuffke, Kenny Wollesen, Lisle Ellis: Chew Your Food (No Business, 2009)
- John Lindberg's Tripolar – Live at Roulette, NYC (Jazzwerkstatt, 2011)
- Earl Howard  – Granular Modality (New World Records, 2006–09, ed. 2012)